# 이오누츠 게오르게
이오누츠 게오르게(루마니아어: Ionuț Gheorghe, 1984년 2월 29일~)는 루마니아의 전직 권투 선수이다. 2004년 하계 올림픽에서 라이트웰터급 동메달을 획득했으며 유럽 선수권 대회에서 동메달 1개를 획득했다. 